# Simidectes
Simidectes — вимерлий рід ссавців що відносять до клади Pan-Carnivora (більш детальні зв'язки не є певними). Скам'янілості знайдено (13 колекцій) у США. Описано такі види: Simidectes magnus, Simidectes medius, Simidectes merriami.
Сімидект був хижаком завбільшки з єнота.